# La Toile d'araignée merveilleuse
La Toile d'araignée merveilleuse, llançat als Estats Units com a Incident from Don Quixote i a Gran Bretanya com a Magic Armour, i també coneguda com a The Marvelous Cobweb i com a Aventures de Don Quichotte, va ser un curtmetratge mut francès de 1908 dirigit per Georges Méliès, inspirat en el Don Quixot de Miguel de Cervantes.

## Trama
En un dels seus somnis, Don Quixot lluita contra monstres. Després d'haver-los vençuts, va a posar-se la seva armadura, només per trobar-se amb una successió d'esdeveniments estranys: primer l'armadura apareix ocupada per una criatura amb extremitats estirades, després apareix una dona jove encantadora i li brota ales de papallona. Quan el Quixot s'acosta a ella, les ales es converteixen en tentacles gegants i l'ataquen. Just quan el Quixot està lluitant i agafant la seva llança, es desperta i es troba colpejant el seu criat Sancho Panza.

## Llançament
La pel·lícula va ser estrenada per la Star Film Company de Méliès i està numerada del 1367 al 1371 als seus catàlegs. i es va anunciar per primera vegada a la publicació francesa Ciné-Journal el 20 d'octubre de 1908. Actualment es presumeix que la pel·lícula és perduda.